# Präsidentschaftswahl in den Vereinigten Staaten 1844
Die 15. Wahl des Präsidenten der Vereinigten Staaten wurde, je nach Bundesstaat, vom 1. November bis zum 4. Dezember 1844 abgehalten. Gewählt wurde mit knapper Mehrheit der Kandidat der Demokratischen Partei James K. Polk. Henry Clay, Bewerber der Whig Party, unterlag nach 1824 und 1832 auch bei seiner dritten und letzten Präsidentschaftskandidatur.
Das war die letzte Präsidentschaftswahl, die an verschiedenen Tagen in den Bundesstaaten abgehalten wurde. Beginnend mit der Wahl 1848 hielten alle Staaten die Wahl am selben Tag im November ab.

## Ausgangslage
Der amtierende Präsident im Jahr 1844 war John Tyler, der bei der vorangehenden Wahl im Herbst 1840 an der Seite von Whig William Henry Harrison zum Vizepräsidenten gewählt wurde. Nach dem Tode Harrisons, der nur einen Monat regierte und damit als erster im Amt verstorbener US-Präsident in die Geschichte einging, übernahm Tyler die Präsidentschaft. Während seiner Amtszeit hatte sich der neue Präsident jedoch zahlreiche politische Feinde geschaffen, da er in vielen Themenbereichen nicht mit seiner Partei übereinstimmte. Nachdem Präsident Tyler mit seinem Veto diverse Anliegen der Whigs, wie beispielsweise die Gründung einer neuen Nationalbank, blockierte, wurde er schon im Herbst 1841, nach erst sechs Monaten im Amt, formal ausgeschlossen. Als Politiker aus Virginia und ehemaliges Mitglied der Demokratischen Partei war Tyler 1840 als Vizepräsidentschaftskandidat aufgestellt worden, um die Whigs auch für die Bevölkerung aus den Südstaaten wählbar zu machen, wo traditionell die Demokraten ihre Hochburgen hatten. Tyler, der seither als Parteiloser im Weißen Haus residierte, hatte damit für die nächste turnusgemäße Wahl Ende des Jahres 1844 kaum Chancen auf eine Bestätigung im Amt. Obwohl sich Tyler während seiner knapp vier Jahre als Regierungschef politisch mehr und mehr den Demokraten annäherte, konnte er auch dort nicht auf vollen Rückhalt zählen.
Die Präsidentschaftswahl 1844 war somit die erste Wahl in der amerikanischen Geschichte, bei der ein amtierender Präsident, der erst eine Amtszeit regierte, nicht wieder aufgestellt wurde. Tyler kandidierte zunächst für die National Democratic-Republican Party, eine Splittergruppe der Demokraten, zog aber im August 1844 seine Kandidatur wieder zurück, um dem demokratischen Bewerber James K. Polk nicht zu schaden. Als Kandidat einer kurzlebigen Splitterpartei wurden ihm ohnehin kaum Chancen auf einen Wahlsieg eingeräumt. Zum Verzicht hatte ihn auch der ehemalige demokratische Präsident Andrew Jackson, der nach wie vor einflussreich in seiner Partei war, gebeten. Im Gegenzug forderte Jackson die Demokraten auf, Tyler freundlich aufzunehmen. Nach seinem Verzicht kündigte Tyler an, sich im Wahlkampf für Polk auszusprechen.

## Kandidaten

### Demokratische Partei
Kandidat:

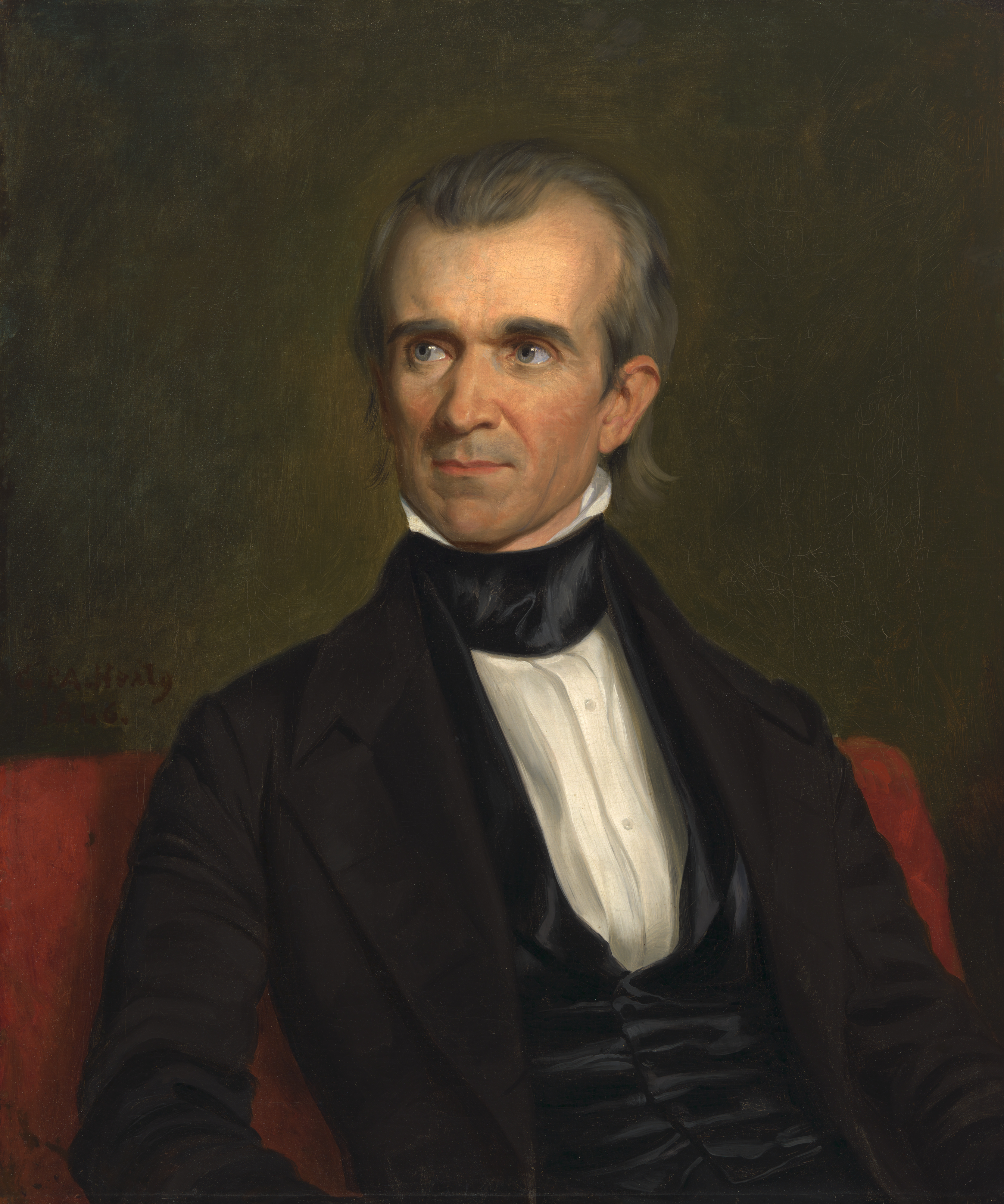
Ehemaliger Sprecher des Repräsentantenhauses und Gouverneur von Tennessee James K. Polk

Zuvor ausgeschiedene Kandidaten:

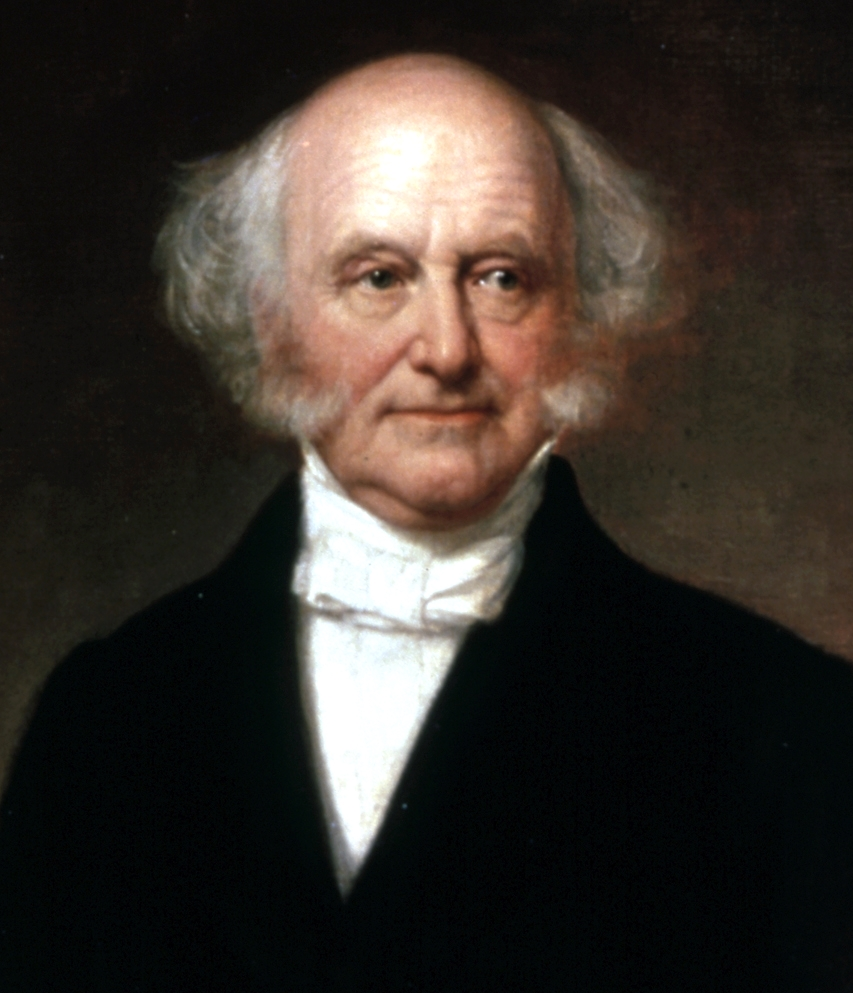
Ehemaliger Präsident Martin Van Buren
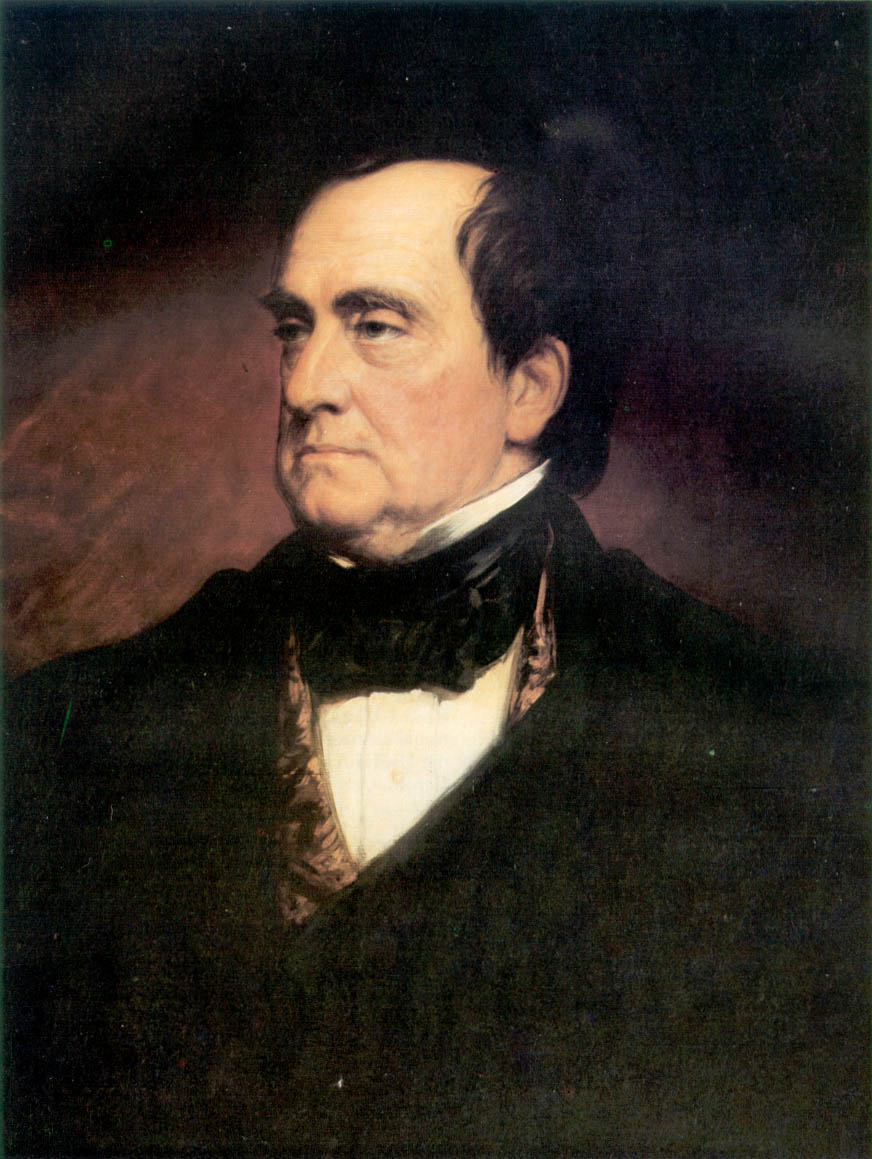
Senator Lewis Cass of Michigan
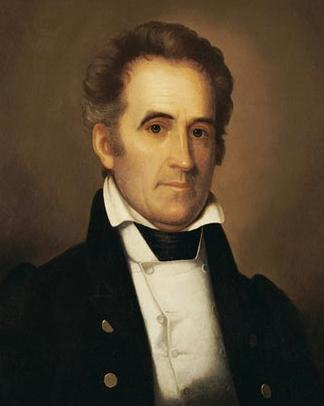
Ehemaliger Vizepräsident Richard M. Johnson
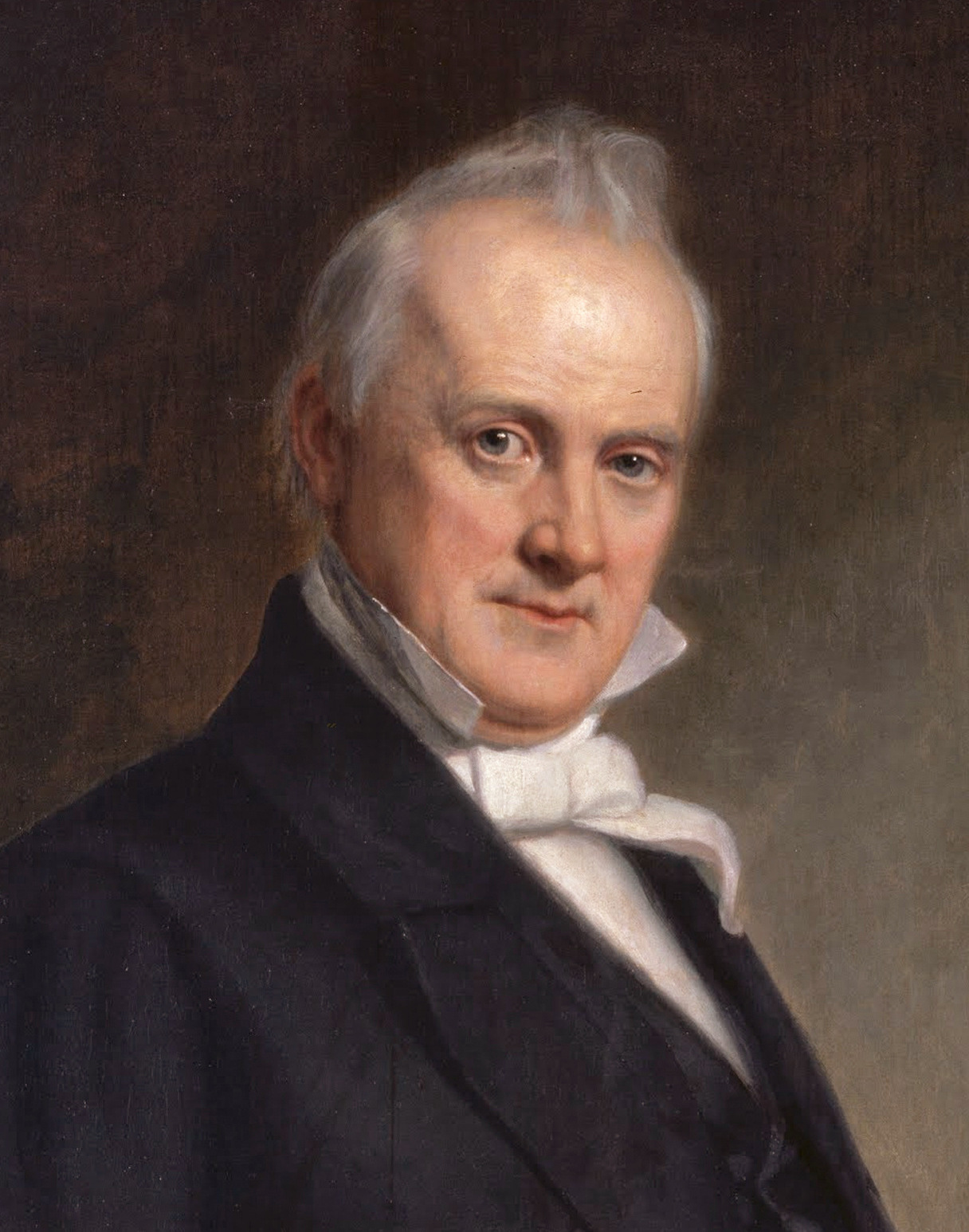
Senator James Buchanan
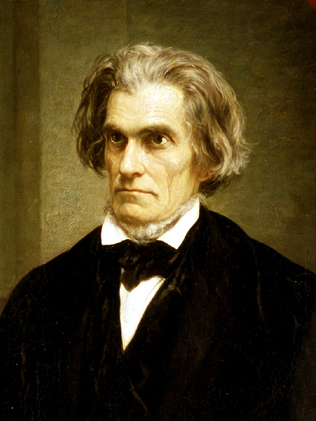
Außenminister John C. Calhoun

Als Favorit der Demokraten galt lange Zeit der ehemalige Präsident Martin Van Buren, der vier Jahre zuvor mit seiner Kandidatur für eine zweite Amtszeit William Henry Harrison unterlag. Den übrigen Kandidaten wurde eher Außenseiterchancen eingeräumt. Und obwohl Van Buren in den ersten Wahlgängen auf dem Parteitag, der Ende Mai 1844 abgehalten wurde, eine Mehrheit der Delegierten erhielt, konnte er nicht die notwendige Zweidrittelmehrheit auf sich vereinen. Diese Regel, die bis 1936 in Kraft blieb, erschwerte den Nominierungsprozess erheblich. Als nach acht Wahldurchgängen ersichtlich wurde, dass Van Buren seine Unterstützung nicht über seine traditionellen Wähler ausbauen konnte, wurde James K. Polk als Kompromisskandidat in Stellung gebracht und im neunten Durchlauf nominiert. Ex-Präsident Andrew Jackson war einer der bedeutendsten Unterstützer von Polk. Van Buren, der unter Jackson als Vizepräsident und Außenminister diente, verlor Jacksons Unterstützung, nachdem er sich gegen die Annexion von Texas ausgesprochen hatte. Als Vizepräsidentschaftskandidaten nominierten die Demokraten George M. Dallas, nachdem Silas Wright das Angebot einer solchen Kandidatur abgelehnt hatte.

### Whig Party
Kandidat:

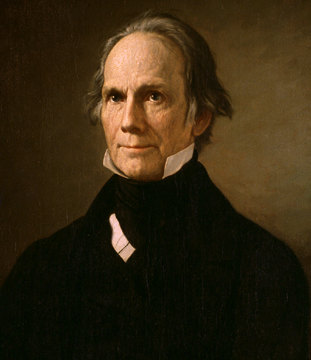
Senator Henry Clay

Die Whigs zogen erneut mit ihrem prominentesten Politiker, dem Senator Henry Clay, ins Rennen. Clay bewarb sich bereits 1824 und 1832 um die Präsidentschaft, 1840 unterlag er dem populären General William Henry Harrison auf dem Nominierungsparteitag. 1844 jedoch war seine Bewerbung ohne Gegenkandidaten aus den eigenen Reihen. Zum Kandidaten um das Amt des Vizepräsidenten wurde Theodore Frelinghuysen, der Bürgermeister von Newark (New Jersey), nominiert.

### Liberty Party
Kandidat:

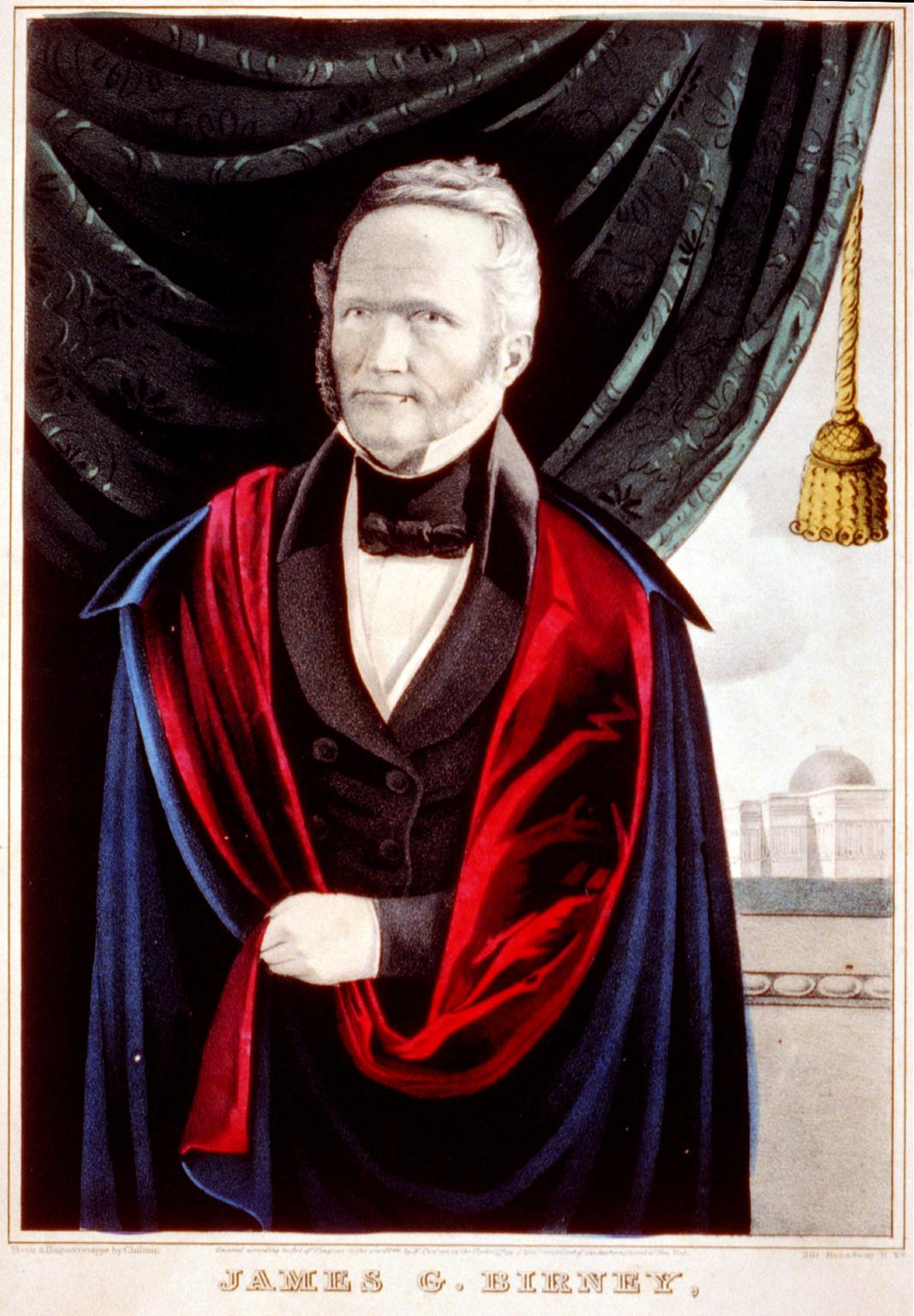
James G. Birney

Für die 1839 gegründete abolitionistische Liberty Party trat James G. Birney an.

### National Democratic-Republican Party
Kandidatur zurückgezogen:

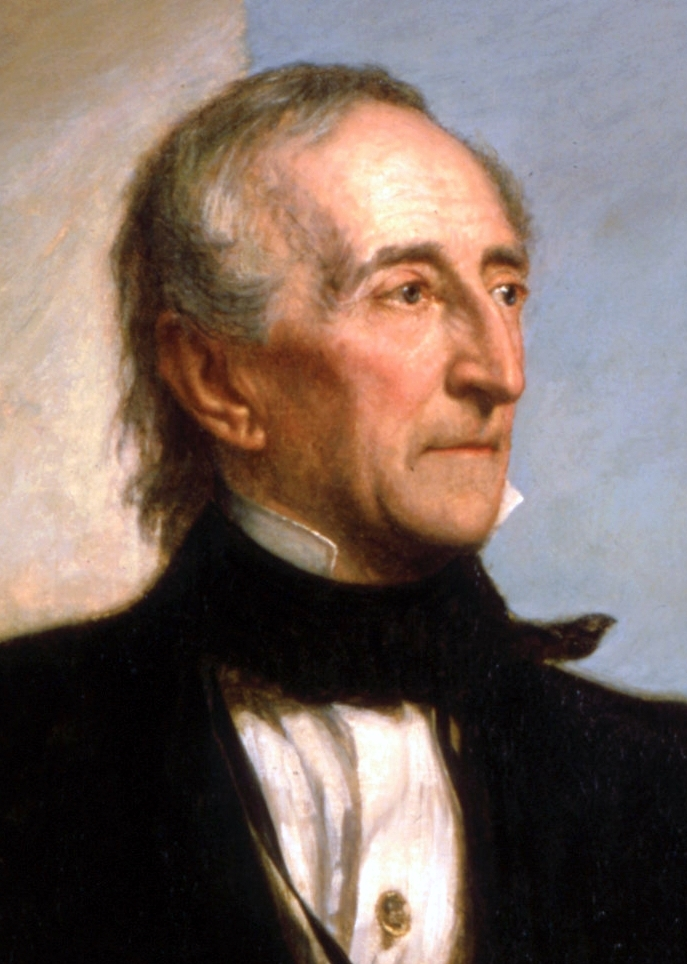
Präsident John Tyler

Die National Democratic-Republican Party war eine kurzlebige Abspaltung der Demokraten. Auf ihrem Parteitag im April 1844 nominierten sie den amtierenden, inzwischen parteilosen, Präsidenten John Tyler. In ihrem Wahlprogramm sprach sich die Partei, wie auch die Demokraten, für Annexion von Texas aus. Das Motto lautete schlicht „Tyler and Texas“. Aufgrund der Chancenlosigkeit Tylers als dritter Bewerber zog er seine Kandidatur im August des Jahres wieder zurück und sprach sich für den demokratischen Kandidaten James K. Polk aus, der ebenfalls die Eingliederung von Texas in die USA forderte. Es wurde befürchtet, eine Wahlteilnahme des Amtsinhabers könne den Demokraten die entscheidenden Stimmen wegnehmen, was letztlich zu einem Triumph der Whigs hätte führen können.

### Unabhängiger
Kandidat verstorben:

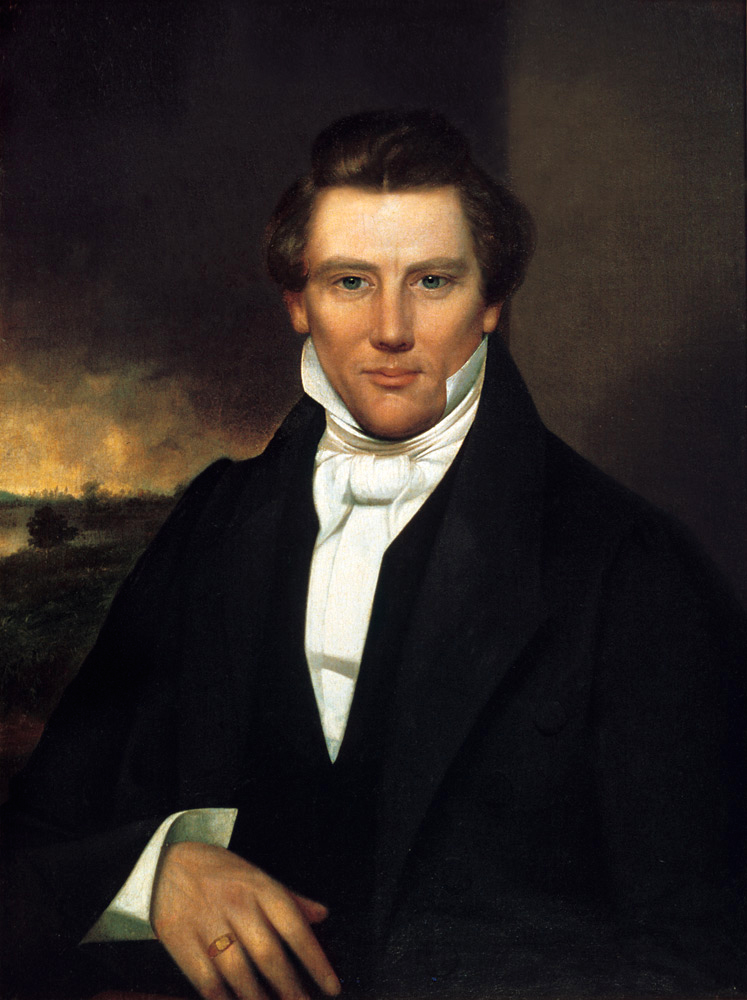
Joseph Smith

Joseph Smith, Bürgermeister von Nauvoo und Gründer der Kirche Jesu Christi der Heiligen der Letzten Tage, kandidierte als Unabhängiger. Er wurde nach Aufruf zu einem Angriff auf die Pressefreiheit inhaftiert, und am 27. Juni 1844 als Untersuchungshäftling in einem Gefängnis in Carthage von einer aufgebrachten Menschenmenge gelyncht.

## Wahlkampf

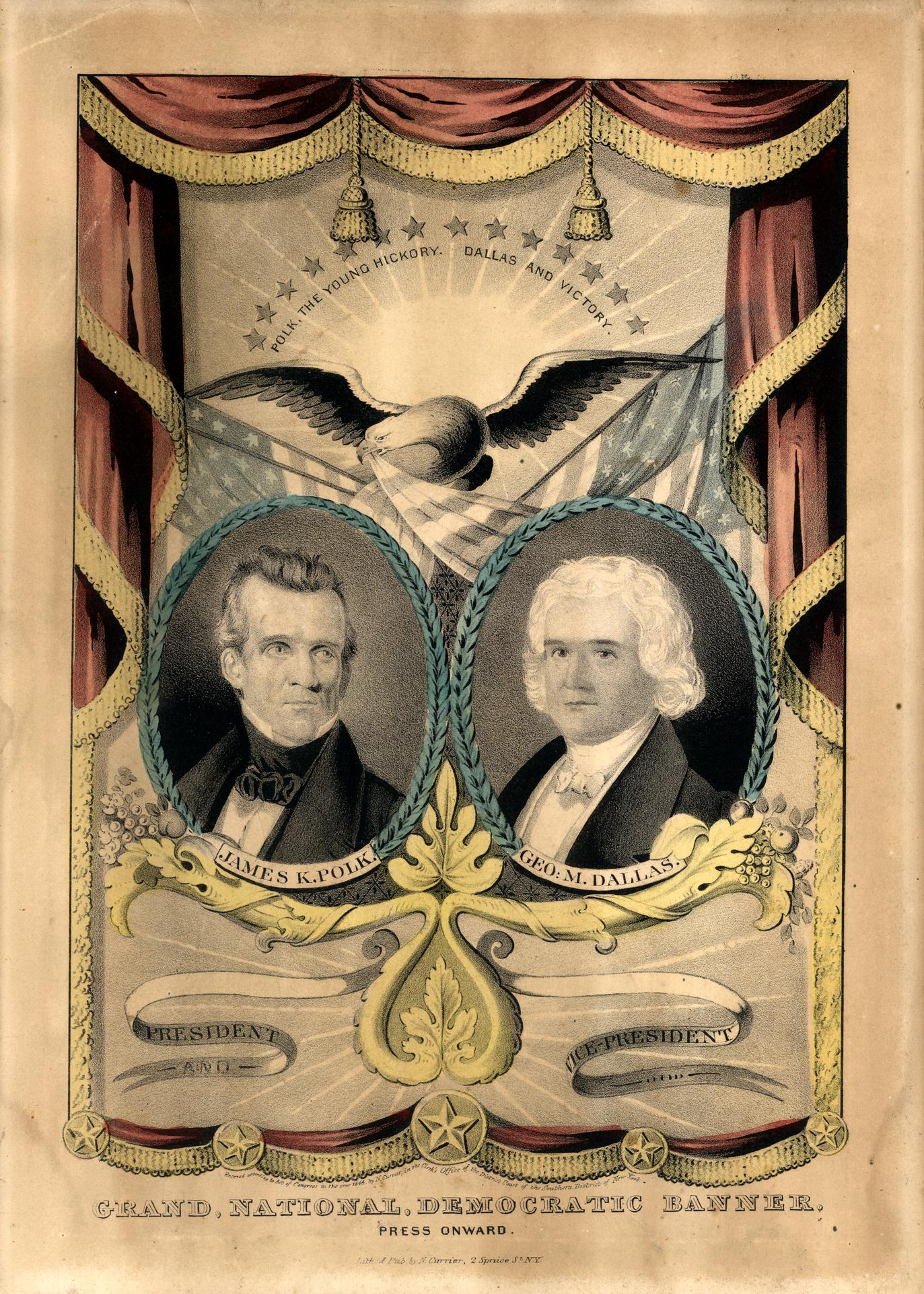
Wahlbanner der Demokraten von 1844 mit den späteren Wahlsiegern:
Präsidentschaftskandidat James K. Polk (links) und Vizepräsidentschaftskandidat George M. Dallas (rechts)

Der von den Demokraten nominierte James K. Polk schrieb die territoriale Ausdehnung Amerikas fest, eine Idee, die schon bald Manifest Destiny genannt wurde. Auf ihrer Convention forderten die Demokraten die Annexion von Texas und behaupteten, dass die USA einen klaren und unzweifelhaften Anspruch auf ganz Oregon hätten. Durch beide Forderungen sprachen die Demokraten sowohl Ausdehnungsbefürworter im Norden (die auf dem Anspruch auf Oregon bestanden) und Süden (die eher Interesse an einer Annexion Texas hatten) an. Clay sprach sich entschieden gegen die Annexion von Texas aus. Auch wirtschaftliche Fragen spielten eine große Rolle im Wahlkampf.

## Ergebnis
Polk siegte vor allem im Süden und Westen des Landes, während Clay Unterstützung im Nordosten fand, obwohl er als Sklavenhalter kein überzeugender Gegner der Sklaverei war. Polk, ebenfalls Sklavenhalter, verlor daher zwar knapp seinen Heimatstaat Tennessee, gewann jedoch ebenfalls knapp den mit 36 Wahlmännerstimmen entscheidenden Staat New York, wo Clay viele Stimmen an Birney verlor.
Polk siegte schließlich mit 170 zu 105 Wahlmänner-Stimmen im Electoral College, während er nur mit einem dünnen Vorsprung von 38.175 Wählerstimmen das Volksvotum für sich entschied. Damit betrug seine Vorsprung an Stimmen weniger als eineinhalb Prozentpunkte. Tatsächlich hatten wohl die nur 62.300 Stimmen für Birney den Whig-Kandidaten Clay die entscheidenden Wahlmänner von New York und Michigan gekostet und damit die Wahl entschieden. Polk wurde am 4. März 1845 vereidigt.
| Kandidat        | Partei | Partei   | Stimmen   | Stimmen  | Wahlmänner |
| Kandidat        | Partei | Partei   | Anzahl    | Prozent  | Wahlmänner |
| --------------- | ------ | -------- | --------- | -------- | ---------- |
| James K. Polk   |        | Demokrat | 1.339.494 | 49,5 %   | 170        |
| Henry Clay      |        | Whig     | 1.300.004 | 48,1 %   | 105        |
| James G. Birney |        | Liberty  | 62.103    | 2,3 %    | 0          |
| Gesamt          | Gesamt | Gesamt   | 2.703.659 | 99,9 % * | 275        |

* auf 100 % fehlende Prozent: ungültige Stimmen / andere Kandidaten